# تاريخ غرينادا

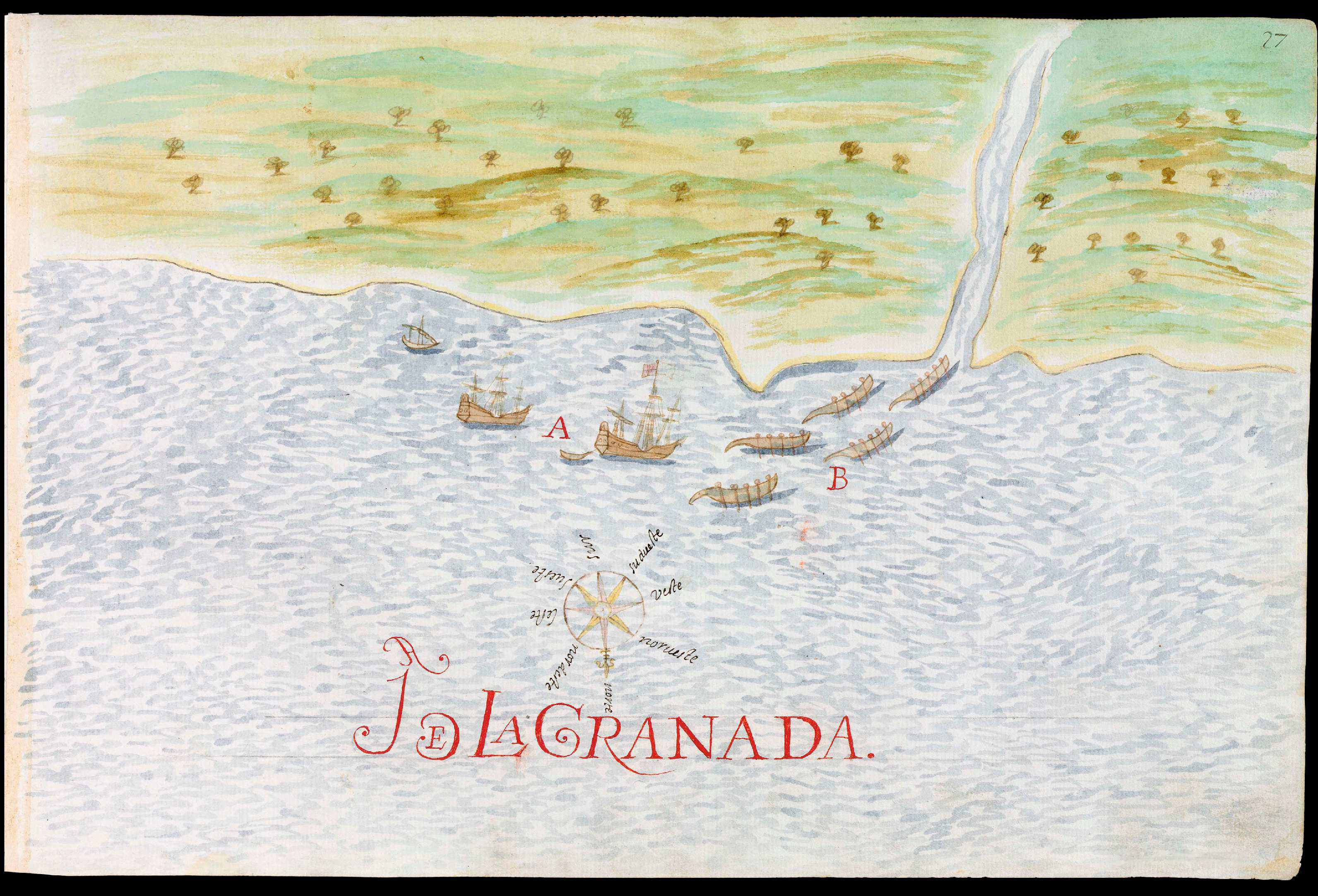
خريطة إسبانية من القرن السابع عشر تُظهر جزءًا من ساحل جزيرة غرينادا. يشير الحرف B إلى "قوارب الهنود". الصفحة 27 من الأوصاف الجغرافية والهيدروغرافية للعديد من الأراضي والبحار الشمالية والجنوبية في جزر الهند، وتحديداً اكتشاف مملكة كاليفورنيا)، كتبها القبطان نيكولاس دي كاردونا بعد رحلته عام 1614.

يغطي تاريخ غرينادا (وهي جزء من مجموعة جزر الأنتيل الصغرى) في منطقة البحر الكاريبي فترة زمنية استمرت منذ تشكل أقدم المستوطنات البشرية فيها حتى إنشاء دولة غرينادا المعاصرة. استوطنت غرينادا في البداية الشعوب الأصلية، وكانت مأهولة بالكاريبيين عندما بدأ الوصول الأوروبي إليها. قتل المستعمرون الفرنسيون معظم الكاريبيين في الجزيرة وأنشأوا مزارعًا فيها، واستوردوا العبيد الأفارقة للعمل في مزارع السكر بعد ذلك.
كانت السيطرة على الجزيرة محل نزاع بين بريطانيا العظمى وفرنسا في القرن الثامن عشر، وكانت الغلبة للبريطانيين في النهاية. في عام 1795، كاد تمرد فيدون، المستوحى من الثورة الهايتية، أن ينجح، مما تطلب تدخلًا عسكريًا كبيرًا لقمعه. أُلغيت العبودية في عام 1833، وفي عام 1885، أصبحت عاصمة الجزيرة، سانت جورجز، هي عاصمة جزر ويندوارد البريطانية.
حصلت غرينادا على استقلالها عن بريطانيا في عام 1974. وفي أعقاب الانقلاب الذي بدأت به حركة الجوهرة الجديدة الماركسية في عام 1979، غزت قوات الولايات المتحدة الجزيرة وأُطاحت بالحكومة. تضرر المحصول الرئيسي في الجزيرة (جوزة الطيب) بشكل كبير بسبب إعصار إيفان في عام 2004.

## التاريخ المبكر
منذ حوالي مليونَي سنة، تشكلت غرينادا نتيجة للنشاط البركاني، وأدى ذلك إلى تكوين أراضي الجزيرة فيما بعد.
يأتي أول دليل محتمل على الوجود البشري في غرينادا من زيادة جزيئات الفحم النباتي، حوالي 3760-3525 قبل الميلاد، خلال العصر القديم. ويُعتبر هذا الدليل مثيرًا للجدل، فقد يكون السبب في حدوثه هو الحوادث الطبيعية (مثل حرائق البرق، والانفجارات البركانية، وما إلى ذلك). يعود تاريخ العديد من شظايا القذائف من المواقع الأثرية إلى الفترة ما بين 1700-1380 قبل الميلاد، ولكنها تنتمي إلى سياقات مختلطة وغير مؤكّدة. أكثر الأدلة تأكيدًا هي صدفة وُجدت في منطقة بوينت سالينس، ويرجع تاريخها إلى ما بين 765 و535 قبل الميلاد. ومع ذلك، لا يرتبط أي من هذه التواريخ بالقطع الأثرية البشرية بشكل قاطع. تعود أقدم القطع الأثرية التي صنعها الإنسان والتي أُرّخت علميًا إلى مستوطنات العصر الخزفي المبكر في بوسيجور (260–410 م) وبيرلس (370–645 م). يُعتقد أن البشر استوطنوا موقعًا واحدًا آخر هو غراند ماركيز خلال هذا الوقت أيضًا.
ابتداءً من عام 750 بعد الميلاد تقريبًا، بدأ عدد السكان الهنود الأمريكيين في الارتفاع، ربما نتيجة للهجرة المستمرة من البر الرئيسي لأمريكا الجنوبية. أصبحت معظم مواقع ما قبل كولومبوس البالغ عددها 87 موقعًا محددة خلال هذه الفترة (بين عامَي 750 و1200 م)، مما يشير إلى ارتفاع عدد السكان الأصليين في غرينادا. وتمثل هذه الفترة أيضًا تغيرات ثقافية وبيئية كبرى في جميع أنحاء منطقة البحر الكاريبي. فقد وصلت إلى المنطقة عدة موجات من المجموعات السكانية في عصور ما قبل التاريخ، وغالبًا ما ارتبطت باللغات الأراواكانية أو الكاريبية، لكن أظهرت إعادة البناء اللغوي أن اللهجة الكاريبية مجزأة (كلغة تجارية)، وعائلة اللغة الأساسية هي الأراواكان.
يُقال إن كريستوفر كولومبوس شاهد الجزيرة في رحلته الثالثة عام 1498، لكنه لم يهبط فيها ولم يُستخدم الاسم الذي أطلقه عليها (لا كونسيبسيون) أبدًا. بحلول عشرينيات القرن السادس عشر، كانت الجزيرة تُعرف باسم لا غرناطة، على اسم المدينة التي احتُلّت مؤخرًا في غرناطة (وبالتالي كانت جزر غرينادين تسمى لوس غرناطة أو غرناطة الصغيرة). بحلول بداية القرن الثامن عشر، أصبح اسم لا غرناطة شائع الاستخدام، وتحول في النهاية إلى «غرينادا».
كانت غرينادا (والجزء الأكبر من منطقة ويندواردز) غير مستعمرة جزئيًا بسبب مقاومة السكان الأصليين لحوالي 150 عامًا بعد مرور كولومبوس. عندما استقر الفرنسيون أخيرًا في غرينادا عام 1649 كان هناك على الأقل مجموعتان منفصلتان من السكان الأصليين: الكاريبيون في الشمال والجاليبيين في الجنوب الشرقي. تشير الأدلة إلى أن الجاليبيين كانوا من الوافدين الجدد من البر الرئيسي (وصلوا حوالي عام 1250 م)، في حين أن المجموعة التي أطلق عليها الفرنسيون الكارايبيين كانت تعيش في قرى استمر احتلالها بعضها لأكثر من ألف عام، وفقًا للأدلة الأثرية. يعني ذلك أن أسماء السكان الأصليين كانت معكوسة إلى حد ما في غرينادا: من المحتمل أن الأشخاص الذين أطلق عليهم الفرنسيون اسم «الكاريبين» كانوا من نسل أقدم الشعوب في غرينادا، في حين يبدو أن الجاليبيين هم الذين وصلوا حديثًا من البر الرئيسي (وبالتالي أقرب إلى الصورة النمطية لمنطقة البحر الكاريبي).